# Kirchheimer Hof

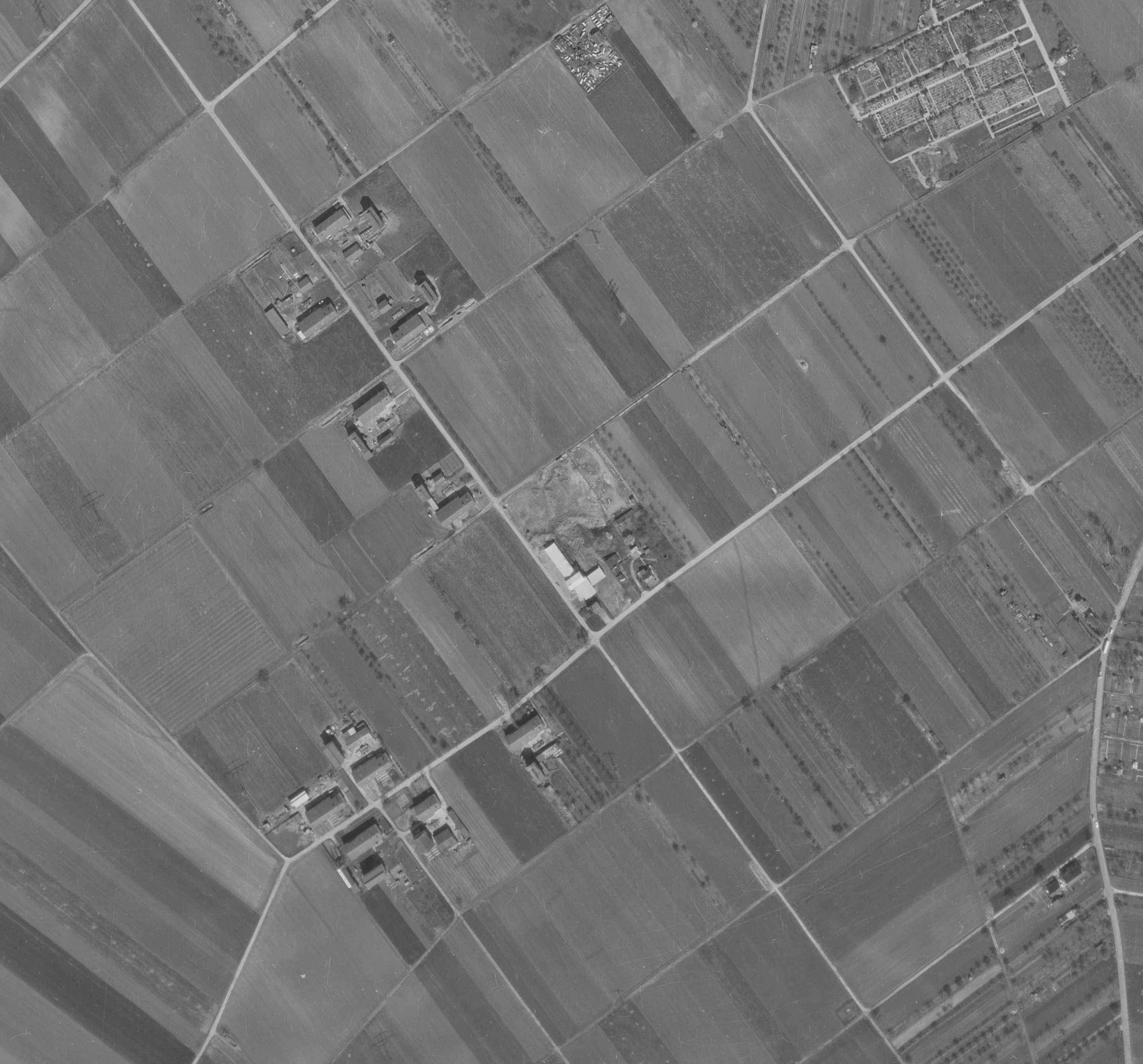
Luftbildaufnahme von 1968

Der Kirchheimer Hof ist ein im Südwesten von Heidelberg gelegener Weiler. Er besteht im Wesentlichen aus zehn Bauernhöfen, die sich lose entlang zweier rechtwinklig aufeinander stoßender asphaltierter Wege reihen.

## Geographie
Der Kirchheimer Hof liegt in der Oberrheinischen Tiefebene südwestlich vom Stadtteil Kirchheim, etwa 800 Meter vom Rand der Bebauung entfernt. Die Landschaft ist im Wesentlichen eben, nördlich und westlich verläuft eine langgestreckte, flache Mulde. Diese ist ein trockengefallener Arm des Neckars, die später den Rohrbach zum Leimbach führte. Unmittelbar südwestlich des letzten Hofes verläuft die Gemarkungsgrenze zu Sandhausen.

## Geschichte

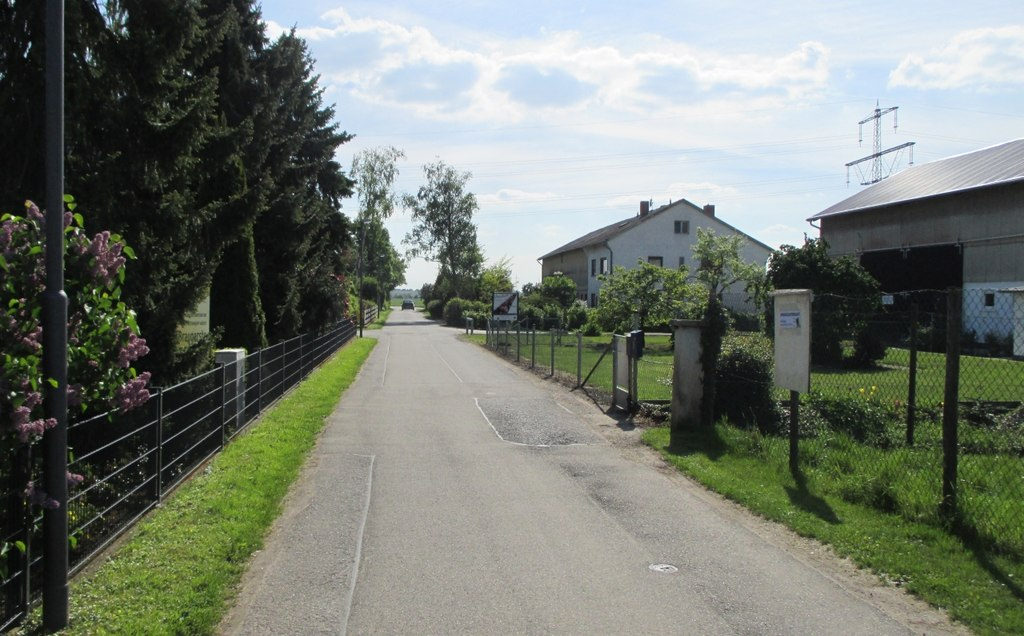
Im Kirchheimer Hof

Gegründet wurde der Kirchheimer Hof 1958 als zeitlich jüngste von drei Aussiedlersiedlungen, die beiden anderen sind Neurott (1938) und der Kurpfalzhof (1955). Ihre Anlage war nötig geworden, nachdem sich Kirchheim im Laufe des 20. Jahrhunderts vom bäuerlich geprägten Dorf zum städtischen Wohnvorort entwickelt hatte, was zu Konflikten mit einer zunehmenden Mechanisierung der Landwirtschaft führte.
Neben den Höfen finden sich im Kreuzungsbereich der beiden Wege der Schießstand des Kirchheimer Schützenvereins mit einer Gaststätte sowie das Gelände des Vereins der Kleintierzüchter. Von regionaler Bedeutung ist einer der Höfe, der sich der Haltung von Pferden verschrieben hat, und eine Reithalle besitzt.

## Verkehr
Die Hauptzufahrt erfolgt von Kirchheim aus, hierfür müssen gequert werden die B 535 auf ihrem Weg vom Heidelberger Süden nach Schwetzingen sowie die K 9707, die als Umgehungsstraße Kirchheims in Verlängerung der von Heidelberg nach Sandhausen führenden L 598 fungiert. Von Süden her kann der Weiler von Bruchhausen angefahren werden. Mit öffentlichen Verkehrsmitteln zu erreichen ist der Kurpfalzhof seit März 2022 mit der Ruftaxilinie 1011.